# دودوایلر
دودوایلر (به آلمانی: Dudweiler) یک منطقهٔ مسکونی در آلمان است که در زاربروکن واقع شده‌است. دودوایلر ۱۹٬۶۶۲ نفر جمعیت دارد.